# Europese weg 603
De Europese weg 603 of E603 is een Europese weg die loopt van Saintes in Frankrijk naar Limoges in Frankrijk.

## Algemeen
De Europese weg 603 is een Klasse B-verbindingsweg en verbindt het Franse Saintes met het Franse Limoges en komt hiermee op een afstand van ongeveer 180 kilometer. De route is door de UNECE als volgt vastgelegd: Saintes - Angoulême - Limoges.

## Nationale wegnummers
De E603 loopt over de volgende nationale wegnummers:
| Nummer    | Tracé             |
| Frankrijk | Frankrijk         |
| --------- | ----------------- |
|           | Saintes - Limoges |